# Ленина (Отрадненский район)
Ленина — хутор в Отрадненском районе Краснодарского края.
Входит в состав Малотенгинского сельского поселения.

## Население
| 2002 | 2010 |
| ---- | ---- |
| 202  | ↗203 |

- ул. Набережная,
- ул. Трактовая.